# عقد 1350 هـ
عقد 1350 هـ هو الفترة بين عام 1350 إلى 1359 في التقويم الهجري، أي العشر سنوات السادسة من القرن الرابع عشر الهجري.